# Mocho-Choshuenco
Pour les articles homonymes, voir Mocho.
Le Mocho-Choshuenco est un volcan du Chili constitué de deux stratovolcans construits dans une caldeira, le Mocho avec 2 415 mètres d'altitude et le Choshuenco, le point culminant avec 2 422 mètres d'altitude.

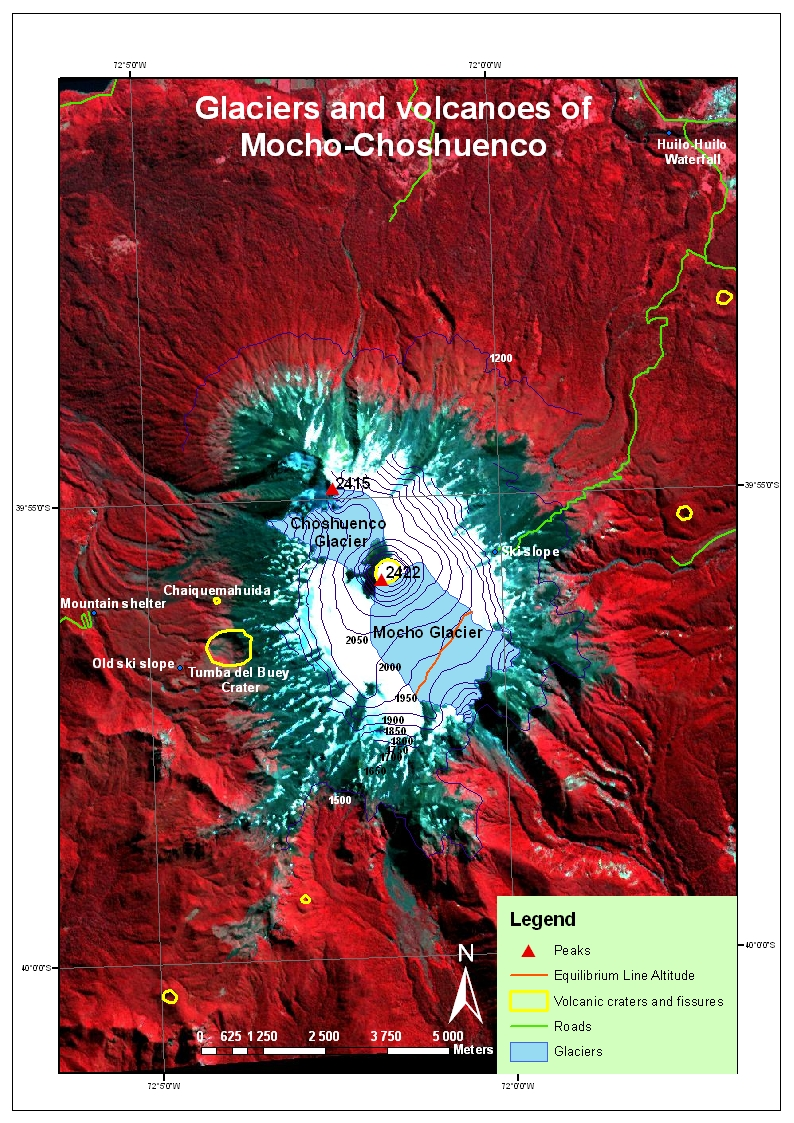
Image satellite en fausses couleurs légendée du Mocho-Choshuenco.